# Ахмад аль-Мустазгір
Ахмад аль-Мустазгір (*1078 — 6 серпня 1118) — 28-й володар Багдадського халіфату в 1094—1118 роках. Тронне ім'я перекладається з арабської мови як «Запам'ятовується Богом». Повне ім'я — Абу'л-Аббас Ахмад ібн Абдуллах аль-Муктаді аль-Мустазгір біллах.

## Життєпис
Походив з династії Аббасидів. Син халіфа аль-Муктаді та сельджукської аристократки Сара-хатун. Народився у 1078 році у Багдаді. При народженні отримав ім'я Ахмад. Здобув навчання під проводом богословів, потім допомагав батькові у справах. У 1094 році після смерті аль-Муктаді стає новим халіфом під ім'ям аль-Мустазгір.
В цей час спокійна ситуація часів Сельджукської держави змінилася на постійні війни між нащадками Малік-шаха I. Халіф докладав зусиль задля збереження власних невеличких володінь, вміло маневруючи між Великими Сельджуками на чолі із султаном Мухаммедом I, Сирійським султанатом, Дамаським еміратом та султанатом Алеппо. Він одружився з двома представниками Сельджуків. Завдяки цьому війни не зачепили власних володінь аль-Мустазгіра (Багдадська область, центральний Ірак).
У 1097 році Близький Схід стикнувся з учасниками Першого хрестового походу. Але аль-Мустазгір обмежився лише закликами боротьби з християнами, не маючи змоги надати військову допомогу. Він став своєрідним релігійним авторитетом у боротьбі з ворогами з Заходу. В цей час прийняв посольство Юсуфа ібн Ташфіна, очільника держави Альморавідів, який визнав духовну зверхність халіфа. Натомість аль-Мустазгір надав йому титул аміра аль-муслімін.
Втім, у 1099 році християнські війська захопили Єрусалим, частину Палестини та західну Сирію. В результаті численні натовпи біженців заповнили Багдад та навколишні міста, чим значно погіршили соціальну ситуацію. Також збільшилося кількість фанатиків, що вимагали великого походу проти християн. Натомість аль-Мустазгір знову обмежився закликами до Артукідів, що володіли північною Сирією та Конійського султанату задля спільних дій проти Єрусалимського королівства та його союзників. Втім в цей час спалахнула нова війна поміж Сельджуків за владу, що тривала до 1101 року. Втім халіф не намагався втручатися у чвари. також він лише споглядав за успіхами хрестоносців в Палестині та Сирії.
Помер аль-Мустазгір у 1118 році. На цей момент вдалося суттєво поповнити державну скарбницю завдяки вдалому оподаткуванні, поміркованості витрат, сприянню ремісництву та торгівлі. Халіфу на кінець життя вдалося створити невеличке власне військо для оборони Багдада. При цьому було докладено зусилля з відновлення столиці халіфату як культурного й наукового центру. Йому спадкував син аль-Фадл.

## Родина
- аль-Фадл, 29-й халіф у 1118-1135 роках
- Мухаммад (1096—1160), 31-й халіф у 1136-1160 роках